# Terremoto in Nepal del 2023
Il terremoto in Nepal del 2023 è un evento sismico che ha colpito il distretto di Jajarkot, nella provincia di Karnali, in Nepal, il 3 novembre 2023 alle ore locali 23:47 (18:02 UTC). Ha avuto una magnitudo momento di 5.7 e un'intensità VIII della scala MMS ed è stato ampiamente avvertito nel Nepal occidentale e nel nord dell'India.

## Caratteristiche
L'United States Geological Survey (USGS) ha affermato che il terremoto ha avuto una magnitudo momento di 5.7 e una profondità di 16,5 chilometri. La soluzione del piano di faglia è stata determinata come faglia inversa lungo un piano con tendenza nord-ovest-sud-est che scende verso nord-est o sud-ovest. Una scossa di assestamento di magnitudo 4.0 è stata registrata ore dopo. L'epicentro è stato localizzato a Ramidanda, nel distretto di Jajarkot a 42 chilometri a sud di Jumla, vicino al confine con il Tibet.